# Constantin Rozanoff
Constantin Vladimir Rozanoff (Varsavia, 23 agosto 1905 – Melun, 3 aprile 1954) è stato un militare e aviatore francese, veterano della seconda guerra mondiale, dove si distinse al comando dei Groupe de Chasse II/4, II/5 e II/3 durante la campagna di Francia e la campagna di Tunisia, ed ottenne il brevetto di pilota collaudatore per velivoli a reazione presso l'Empire Central Flying School britannica. Già comandante del Centre d’expériences aériennes militaires (CEAM) di Mont-de-Marsan, fu il primo aviatore francese a superare il muro del suono in volo orizzontale su un caccia Dassault MD 454 Mystère IVB-01. La Base aérienne 118 di Mont-de-Marsan porta il suo nome.

## Biografia
Nacque a Varsavia, allora parte dell'Impero russo, il 23 agosto 1905, discendente di una nobile famiglia. Emigrò in Francia con sua madre all’età di sei anni, per sfuggire alle persecuzioni antisemite, cui era sottoposta la famiglia.
Stabilitosi a Parigi, compì brillanti studi di ingegneria presso l'École Centrale, ed ottenne la cittadinanza francese nel 1927. Arruolatosi nell'Aéronautique Militaire nel 1928, fece il servizio militare presso il 34ème Régiment d'aviation d'observation a Le Bourget, divenendo ufficiale della riserva sulla base di Avord. Ottenne il brevetto di pilota militare nel 1930, entrando in servizio come pilota al 12ème Régiment de bombardement di Reims, equipaggiato con i Breguet Bre 19.

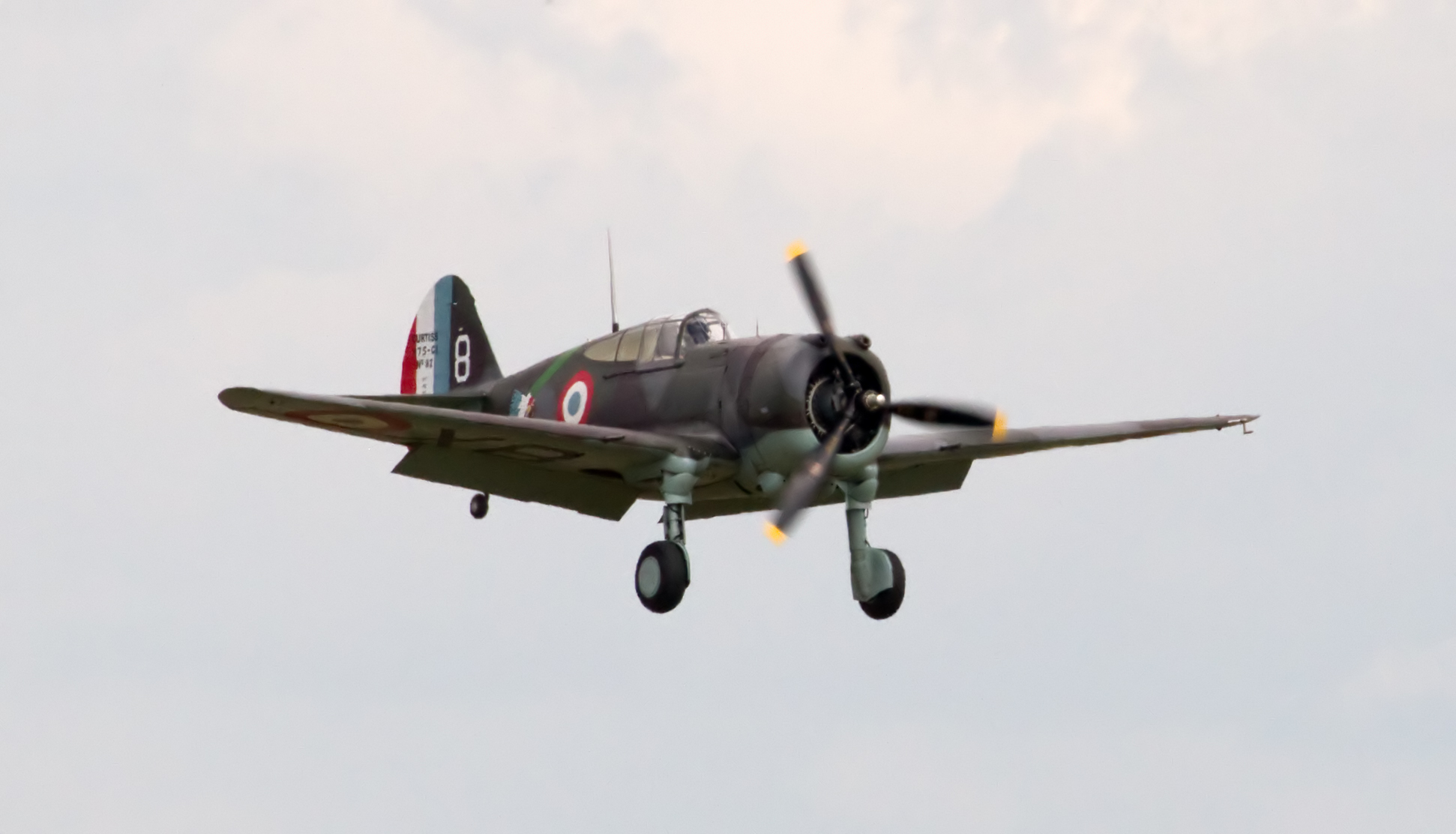
Un caccia Curtiss P-36 Hawk ritratto in fase di atterraggio.

Deciso a intraprendere una carriera tecnico amministrativa, frequentò i corsi presso École nationale supérieure de l'aéronautique et de l'espace ("SupAéro") di Parigi, terminati nel 1933, entrando poi in servizio nella 1ère Escadre de chasse.
Nell’aprile 1935 fu assegnato al Centre d'Essais des Matériels Aéronautiques (CEMA), e venne promosso al grado di capitano nel giugno seguente. Qui ebbe modo di pilotare numerosi tipi di prototipi, tra cui i nuovi caccia Morane-Saulnier MS.406, Dewoitine D.520 e Bloch MB 152.  Nell’ottobre 1937 ebbe un incidente di volo ai comandi di un velivolo Hanriot. Mentre cercava di mettere l’aereo in vite per studiarne il comportamento, quest’ultimo divenne incontrollabile ed egli dovette lanciarsi con il paracadute per salvarsi la vita.
Lo scoppio della seconda guerra mondiale lo sorprese in forza al CEMA, dove il 28 novembre effettuò un viaggio di recupero a Strasburgo per trasferire un caccia Messerschmitt Bf 109 catturato a Villacoublay. Purtroppo il caccia tedesco andò in avaria, ed egli dovette lanciarsi con il paracadute, mentre il caccia precipitò al suolo andando totalmente distrutto. Volendo partecipare ai combattimenti, chiese, ed ottenne, di essere trasferito a un reparto operativo, e il 14 febbraio 1940 raggiunse il Groupe de Chasse II/4, allora equipaggiato con i caccia Curtiss P-36 Hawk, in qualità di comandante in seconda.  Assunto il comando del reparto prese parte alla successiva campagna di Francia, dove conseguì due vittorie aeree, abbattendo un bombardiere Junkers Ju 86 il 16 maggio e un ricognitore Henschel Hs 126 il 18 dello stesso mese.

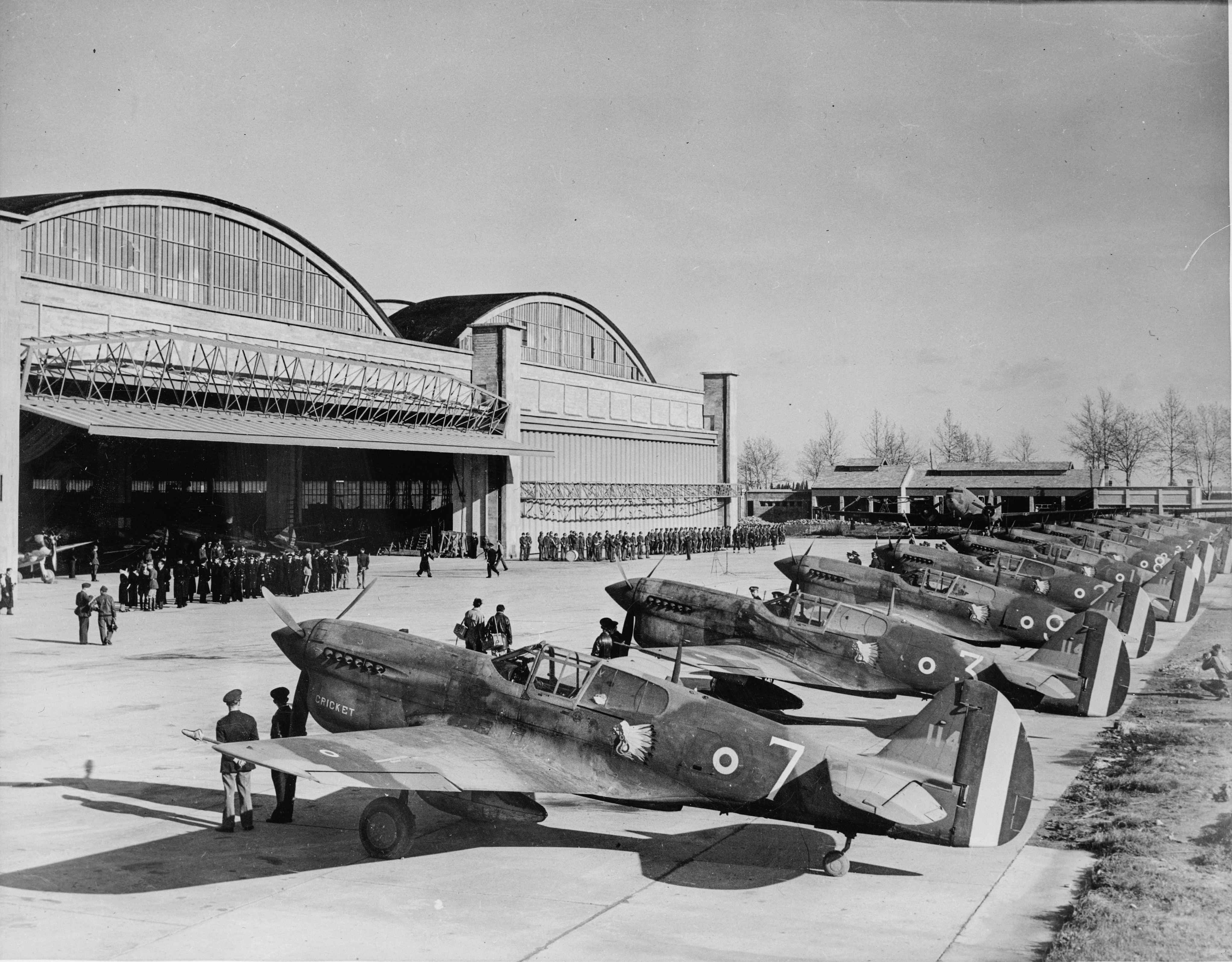
Consegna ufficiale al Groupe de Chasse II/5 di 12 caccia Curtiss P-40F Warhawk, già appartenenti al 33rd Fighter Group dell'USAAC, avvenuta sull'aeroporto di Casablanca-Anfa il 9 gennaio 1943.

Dopo la firma dell'armistizio rimase in servizio preso l'Armée de l'air de l'armistice, raggiungendo alla fine del mese di giugno il 4ème Bureau de l'Air in Marocco.  Dopo l'inizio dell'Operazione Torch, cioè lo sbarco delle forze anglo-americane in Africa del Nord, avvenuta l'8 novembre 1942, il 21 dello stesso mese assunse il comando del Groupe de Chasse II/5 "Lafayette" che fece riequipaggiare con 12 caccia Curtiss P-40. Partecipò ai combattimenti nel corso della campagna di Tunisia, dove fu decorato con l'Air Medal americana. Al termine delle operazioni divenne aiutante del direttore delle scuole di volo dell'Africa del nord, e il 16 luglio 1943 fu nominato comandante del Groupe de Chasse II/3 "Dauphiné". Questa unità era in piena fase di riequipaggiamento e non poté partecipare alle operazioni in Sicilia.

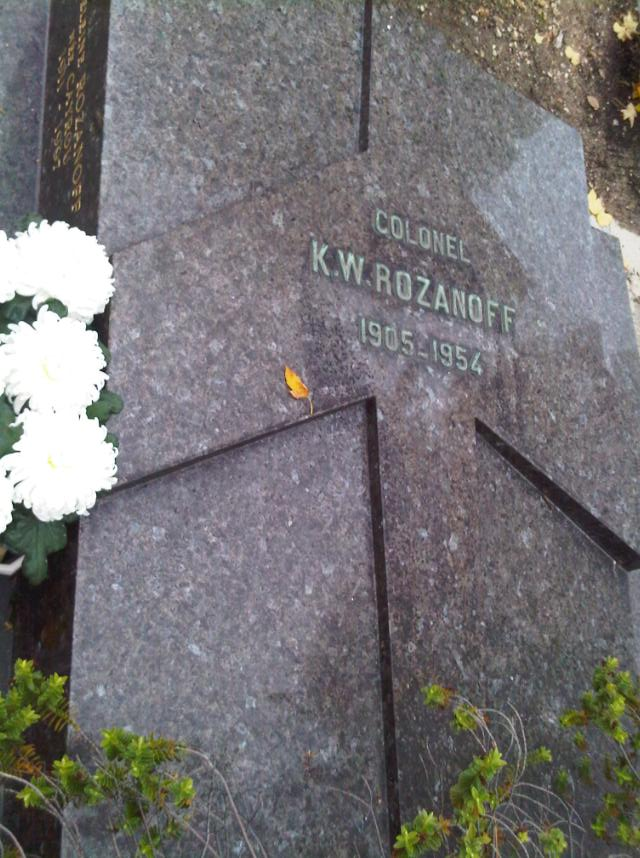
Tomba del colonnello Rozanoff sita presso il cimitero di Passy, a Parigi, con la croce a forma di velivolo a reazione.

Promosso tenente colonnello nel mese di dicembre, fu poi distaccato presso l'Empire Central Flying School britannica, dove volò sul Gloster G-41 Meteor, e ottenne quindi il brevetto di pilota collaudatore per velivoli e reazione.  Ritornato in Francia l’anno successivo, partì per gli Stati Uniti d'America a seguito della missione diretta da Henri Ziegler,  che aveva il compito di studiare i problemi riscontrati dai velivoli a reazione americani. In questa missione volò su numerosi tipi di velivoli, tra cui, nel luglio 1945, sui Bell P-59 Airacomet e i Lockheed P-80 Shooting Star.
Secondo aviatore francese a volare su velivoli a reazione, fu promosso colonnello, e la sua esperienza di comando ed organizzativa gli valsero la nomina a primo comandante del Centre d’expériences aériennes militaires (CEAM) di Mont-de-Marsan. Decorato con la Croce di Commendatore della Legion d’onore, nell’ottobre 1946 fu chiamato dall'industriale Marcel Dassault  ad assumere l’incarico di capo collaudatore delle ditta.
Con Georges Brian e Jean Dillaire, fu il primo a decollare con il prototipo MB 303,  futuro MD 315 Flamant, i cui ordini d’acquisto da parte dello stato rilanciarono l'industria. Grazie alla sua esperienza la Dassault entrò nell'era del volo a reazione, collaudando personalmente i prototipi dei caccia MD.450 Ouragan (27 febbraio 1949)  e Mystère II. All’inizio del 1954 lasciò l'incarico di capo collaudatore a Roland Glavany, e il 24 febbraio successivo fu il primo pilota europeo a superare il muro del suono in volo orizzontale su un Dassault MD 454 Mystère IV. Trovò la morte il 3 aprile successivo sull'aeroporto di Melun-Villaroche, quando il MD 452 Mystère IVB che pilotava, nel tentativo di superare il muro del suono a 30 metri di quota, davanti a una delegazione mista di ufficiali francesi e britannici, precipitò al suolo a causa di un malfunzionamento di un circuito idraulico di un alettone, esplodendo in una bolla di fuoco. Il suo corpo fu successivamente sepolto presso il cimitero di Passy a Parigi.

## Pubblicazioni
- Double Bang - Ma Vie de Pilote d'Essai, con Marcel Jullian, Éditions Amiot-Dumont, Paris, 1955.

### Annotazioni
1. ↑  Primo francese a superare il muro del suono in picchiata era stato il capitano Roger Carpentier il 12 novembre 1952 su Mystère II.

### Fonti
1. 1 2 3 4 5 6 7  Noetinger 2010, p. 79.
2. 1 2 3 4 5 6 7  Laurent, Laurent 2008, p. 13.
3. 1 2 3 4 5 6 7 8 9 10 11 12 13 14 15  Aerostories.
4. 1 2 3 4 5 6 7  Avions Legendaires.
5. 1 2 3 4 5 6 7 8 9 10  Noetinger 2010, p. 80.
6. ↑  Marquettes au 1972eme - Curtiss P-40 au Lafayette
7. 1 2 3 4 5 6 7  Laurent, Laurent 2008, p. 14.
8. ↑  FLIGHT, 9 April 1954 - Colonel Rozanoff
9. ↑  Kostia Rozanoff (lieu du crash) - Aérosteles: Lieux de mémoire aéronautique
10. ↑  Tombe Kostia Rozanoff - Aérosteles: Lieux de mémoire aéronautique

### Periodici
- (FR) Danièle Laurent e Serge Laurent, Visite BA118-CEAM. "Une ville dans la ville", in Bulletin des Amopaliens Landais, n. 27, Aire sur l'Adour, Association des Membres de l'Ordre des Palmes Académiques Section des Landes, juin 2008,  pp. 2-14.